# کلان‌زیاگان
کلان‌زیاگان یا بزرگ‌زیاگان (به لاتین: Megafauna) به جانوران بزرگ یا عظیم‌جثه گفته می‌شود. این‌ها جانورانی هستند که وزنی بیش از ۴۵ کیلوگرم (در بعضی منابع ۱۰۰ کیلوگرم) دارند. همچنین در منابع دانشگاهی، کلان‌زیاگان اغلب به آن گروهی از جانوران که جثه‌ای بزرگتر از انسان دارند و نیز اهلی نشده‌اند اطلاق می‌شود. این اصطلاح به ویژه در اشاره به جانوران بزرگ‌جثهٔ ساکن بر زمین در دوران پلیستوسن، همچون ماموت‌ها، به کار می‌رود. بیشتر این جانوران در شمال اوراسیا، قاره آمریکا، و استرالیا در حدود ۱۰ تا ۴۰ هزار سال پیش منقرض شدند.
باور بر این است که بزرگ‌شدن جثهٔ بسیاری از جانوران به دلیل نیاز به سازگاری با شرایط آب و هوایی سرد زمین در دوره‌های یخبندان بوده است. زمان انقراض بیشتر این گونه‌ها در انتهای دوران واپسین یخبندان زمین از این نگره پشتیبانی می‌کند؛ در نزدیک ۱۰۰۰۰ سال پیش، واپسین ماموت‌ها و کرگدن‌های پشمالو به دلیل از دست رفتن محیط زندگیشان منقرض شدند. آن‌ها که به زندگی در توندراهای وسیع عادت داشتند، با گرم شدن هوا و کنار گذاشته شدن تدریجی این زیستگاه‌ها با جنگل‌های با درختان پهن‌برگ از میان رفتند.

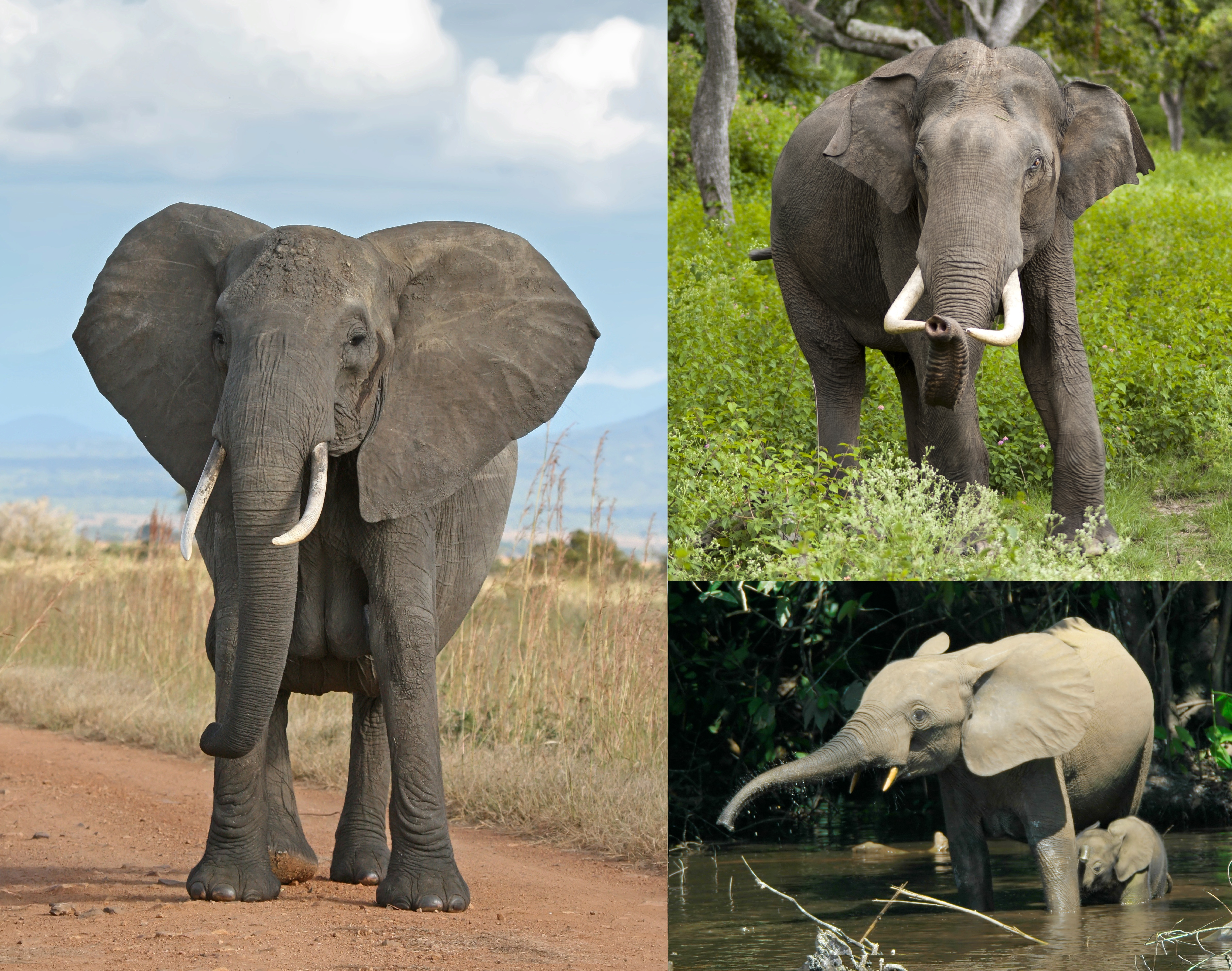
فیل آفریقایی، بزرگ‌ترین پستاندار زمینی موجود در زمین

در عمل، رایج‌ترین استفاده‌ای که از عبارت مگافونا یا کلان‌زیاگان در نوشته‌های دانشگاهی و عمومی مشاهده می‌شود، شامل پستانداران خشکی است که بزرگ‌تر از انسان هستند و در بیشتر موارد اهلی نشده‌اند. این اصطلاح به ویژه با مگافون‌های دوره پلیستوسن (آخرین عصر یخبندان) مرتبط است؛ حیوانات خشکی مانند ماموت‌ها که اکثریت آنها در شمال اوراسیا، استرالیا- گینه نو و قاره آمریکا در چهل هزار سال گذشته منقرض شده‌اند.
در میان جانوران زنده، اصطلاح مگافونا بیشتر برای بزرگ‌ترین پستانداران زمینی موجود، که شامل فیل، زرافه، اسب آبی، کرگدن و گاو بزرگ (اما محدود به آن نمی‌شود) استفاده می‌شود. از میان این پنج دسته از علفخواران بزرگ، در حال حاضر تنها گاوها در خارج از آفریقا و جنوب آسیا یافت می‌شوند، اما بقیه گاوها قبلاً در گسترده بزرگتری بودند و دامنه و جمعیت آنها به‌طور مداوم در طول زمان کاهش یافته و می‌یابد. اسب‌های وحشی نمونه دیگری از مگافونا هستند، اما محدوده فعلی آنها تا حد زیادی به دنیای قدیم، به ویژه آفریقا و آسیا محدود شده است.
گونه‌های مگافونا را می‌توان بر اساس نوع رژیم غذایی آن‌ها دسته‌بندی کرد: علف خواران بزرگ (مثلاً فیل‌ها)، گوشت‌خواران بزرگ (مثلاً شیرها)، و به‌ندرت، همه چیزخواران بزرگ (مثلاً خرس‌ها). این مگافونا همچنین بر اساس طبقه جانورانی که به آن تعلق دارد، طبقه‌بندی می‌شود که عبارتند از پستانداران، پرندگان، خزندگان، دوزیستان، ماهی‌ها و بی مهرگان.
سایر موارد استفاده رایج برای گونه‌های غول پیکر آبزی، شامل نهنگ‌ها و همچنین هر یک از حیوانات بزرگتر وحشی یا اهلی خشکی مانند بزهای بزرگ، گوزن، اسب و گاو و همچنین دایناسورها و سایر خزندگان غول پیکر منقرض شده است.
اصطلاح مگافونا به ندرت برای توصیف بی مهرگان استفاده می‌شود؛ اگرچه گاهی اوقات برای برخی از گونه‌های بی مهرگان که به‌طور متوسط بسیار کوچکتر از مهره داران هستند (مانند خرچنگ نارگیلی و خرچنگ عنکبوتی ژاپنی و همچنین بی مهرگان منقرض شده که بسیار بزرگتر بودند) استفاده شده است. از همه گونه‌های بی مهرگان مشابهی که امروزه زنده هستند. یکی از نمونه‌ها مگانیسوپترها، حشرات سنجاقک-مانند از دوره کربونیفر با طول بال‌ها به ۱ متر است.

پستانداران بزرگ زمینی از نظر اندازه با یکی از بزرگ‌ترین دایناسورهای سوروپود، پاتاگوتیتان مقایسه می‌شوند.

## نگارخانه

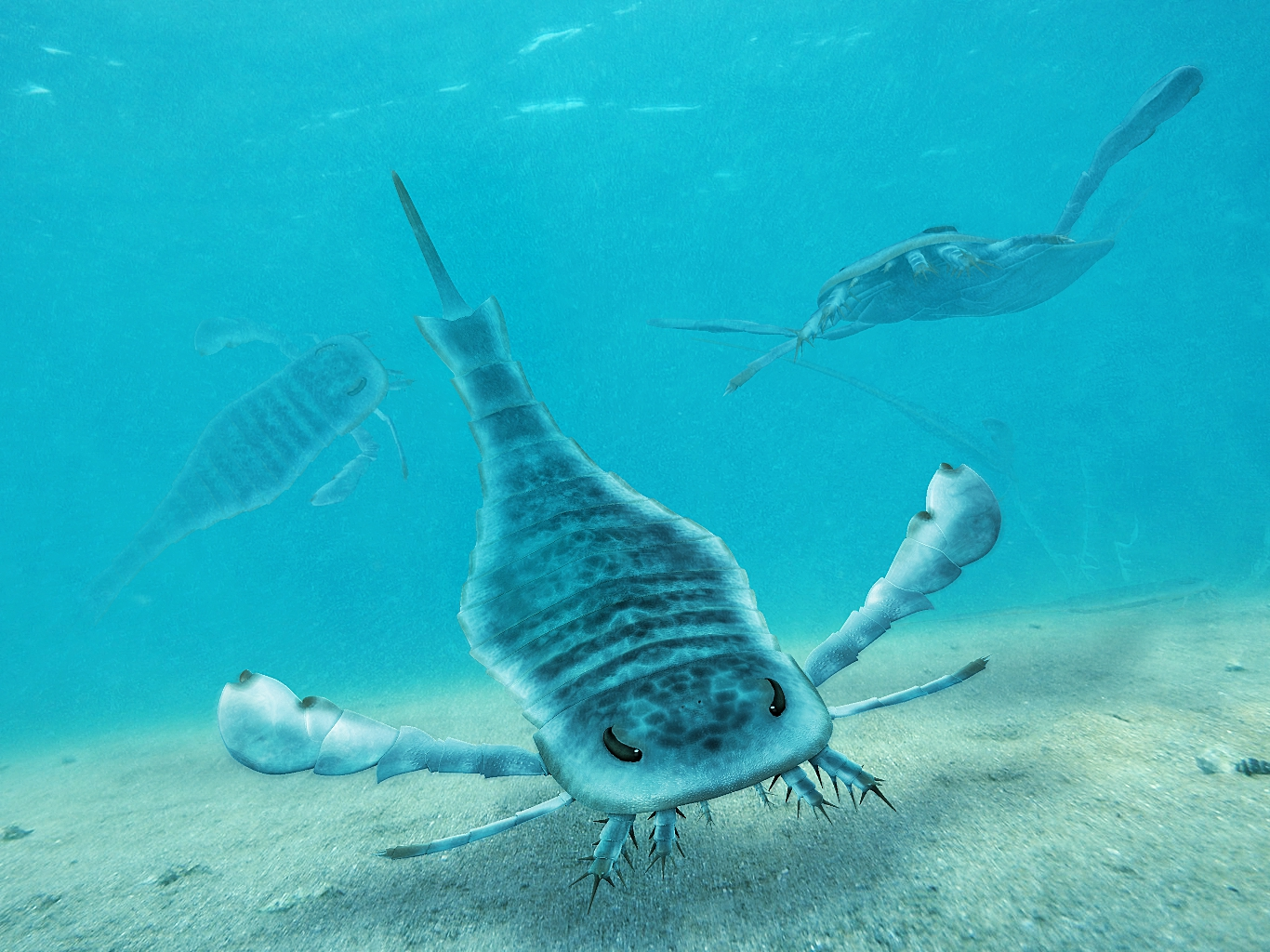
بعضی کژدم‌های دریایی دوران دیرینه‌زیستی  (پهن‌بال در تصویر) از یک انسان بزرگ‌تر بودند.
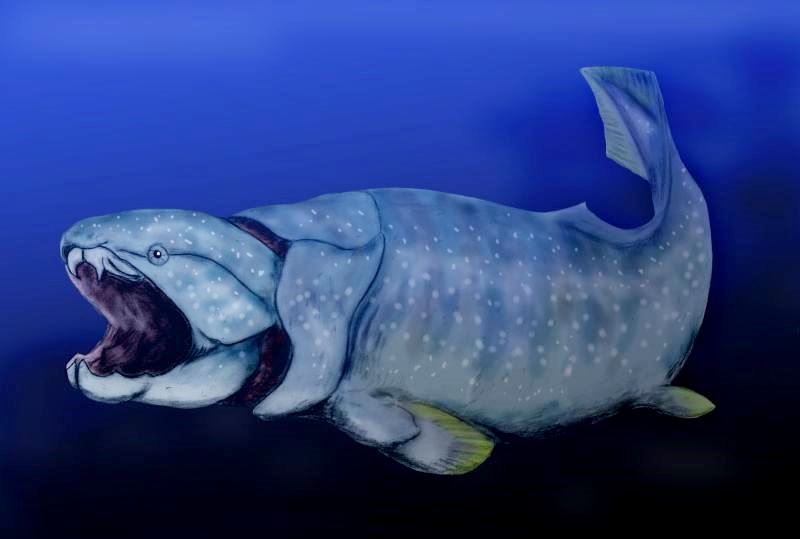
دانکل‌استخوان گونه‌ای ماهی پیشاتاریخی پلمه‌پوست با طولی برابر ۱۰ متر بود.
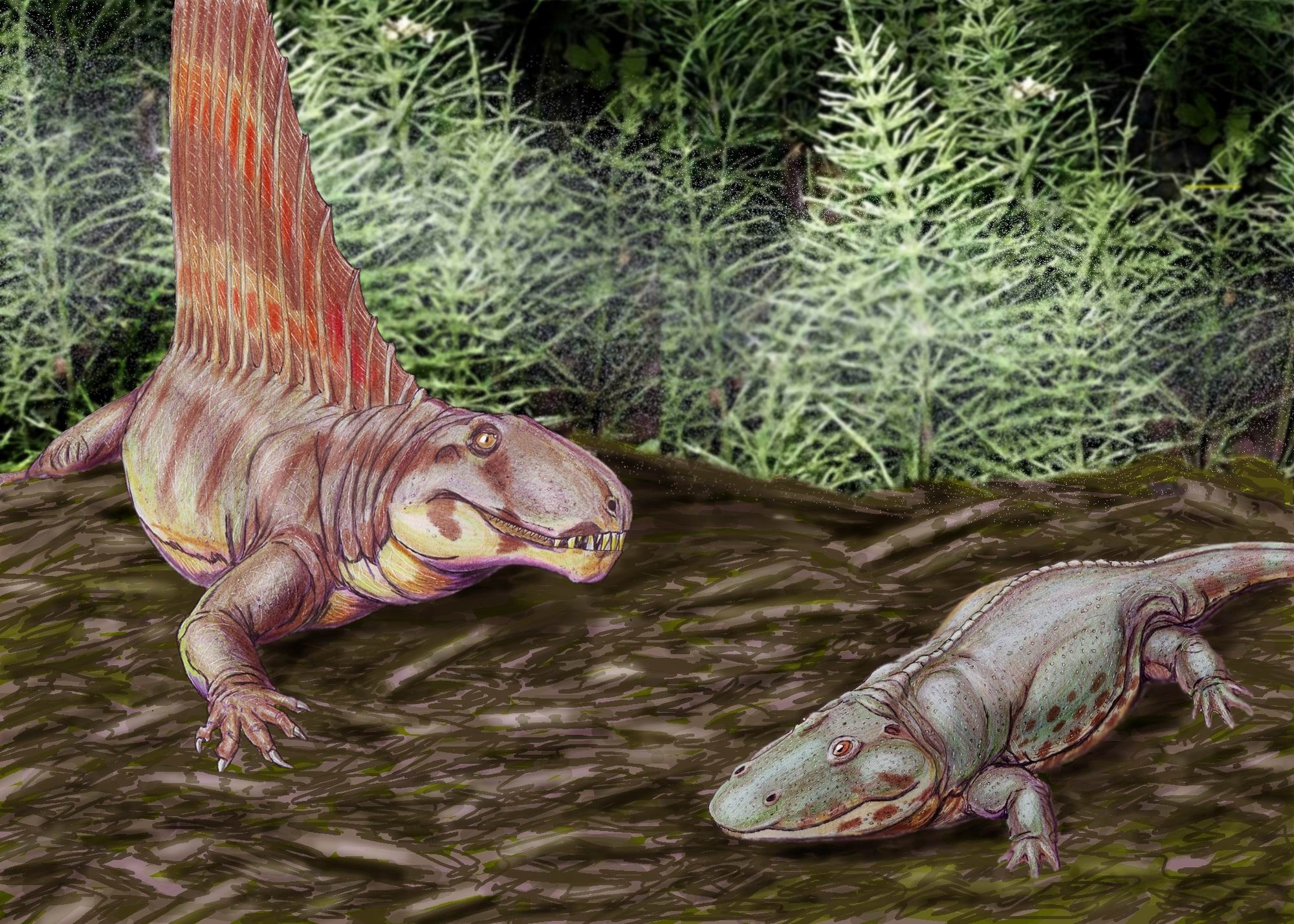
دواندازه‌دندان پلیکوسور با پشتی غضروفی و بادبان‌شکل، و کشیده‌سیمای بریده‌مهره  از دوره پرمین در آمریکای شمالی.
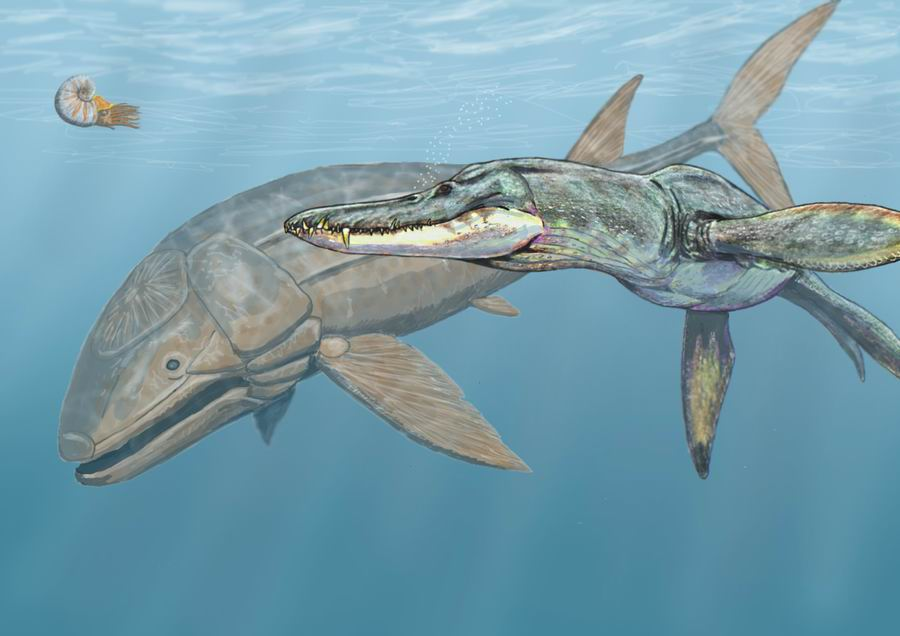
Pliosaurus بیش‌خزنده (راست) در حال تعقیب یک لیدزماهی در دوره ژوراسیک.
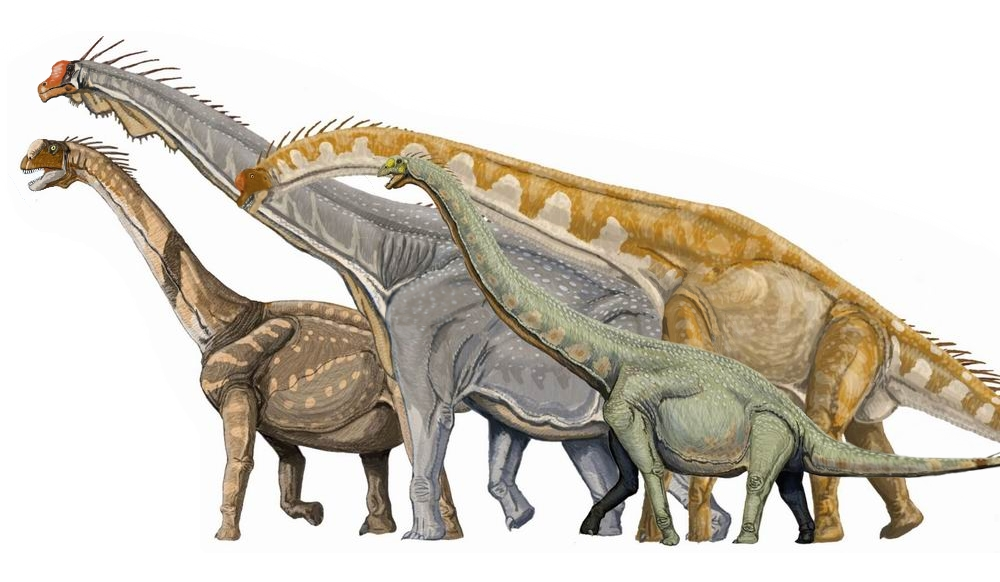
خزنده‌پاهای بزرگ‌منخر؛ از چپ، کاماراسور، برکیوسور، غول‌زرافه، یوهلوپوس.
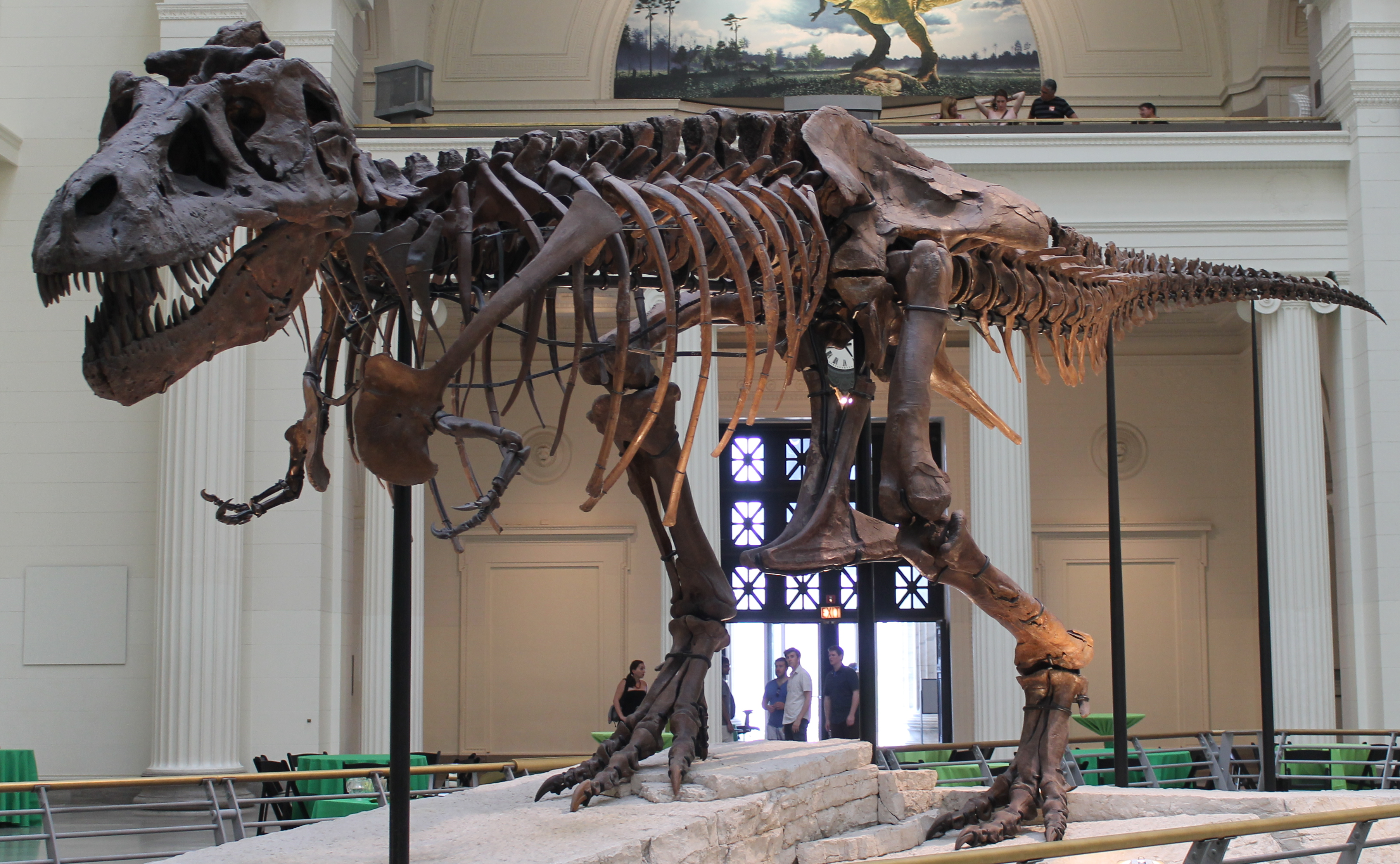
تیرانوسور ددپایی با ارتفاع برابر با ۱۲٫۳ متر بود که شکارچی رأس هرم غذایی در لارامیدیا به شمار می‌رفت.
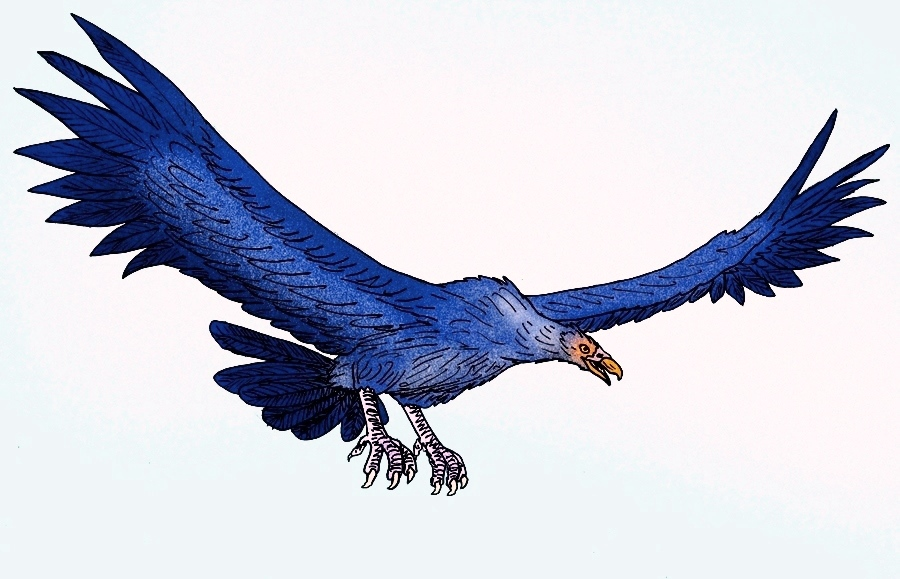
هیولامرغ Argentavis از میوسن پسین  در آمریکای جنوبی دارای طول بال گسسته‌ای برابر با ۷ متر بود.
بزرگ‌دندان (دو اندازهٔ محتمل) به همراه کوسه‌نهنگ، کوسه بزرگ سفید، و انسان برای نشان دادن نسبی طولشان.
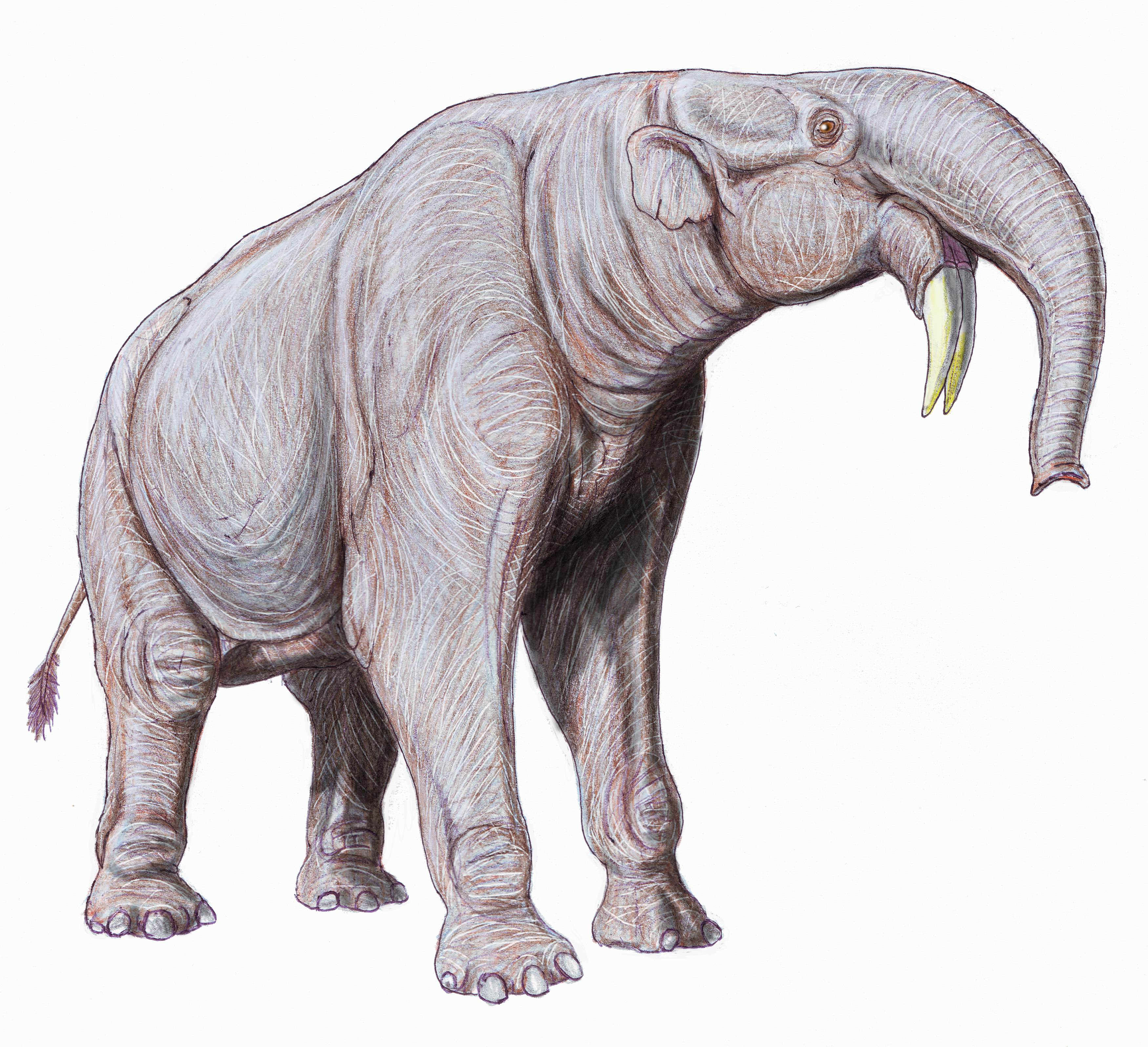
سهمگین‌دد دارای عاج‌های با انحنای رو به پایین بود که در گستره وسیعی از آفرو–اوراسیا زندگی می‌کرد.
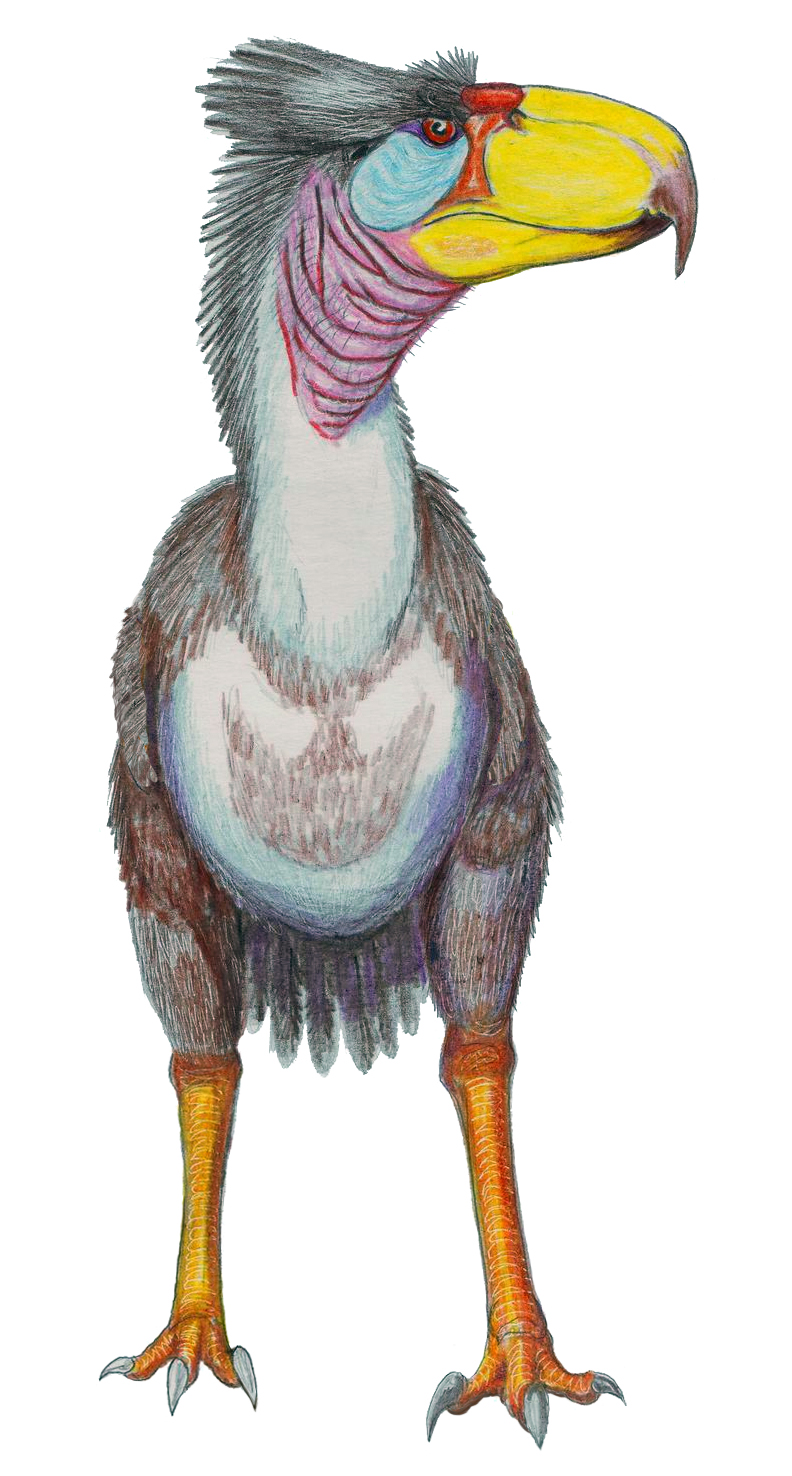
Titanis walleri، تنها دهشت‌مرغی که در طی تبادل بزرگ آمریکا توانست به آمریکای شمالی راه یابد، ارتفاعی برابر ۲٫۵ متر داشت.
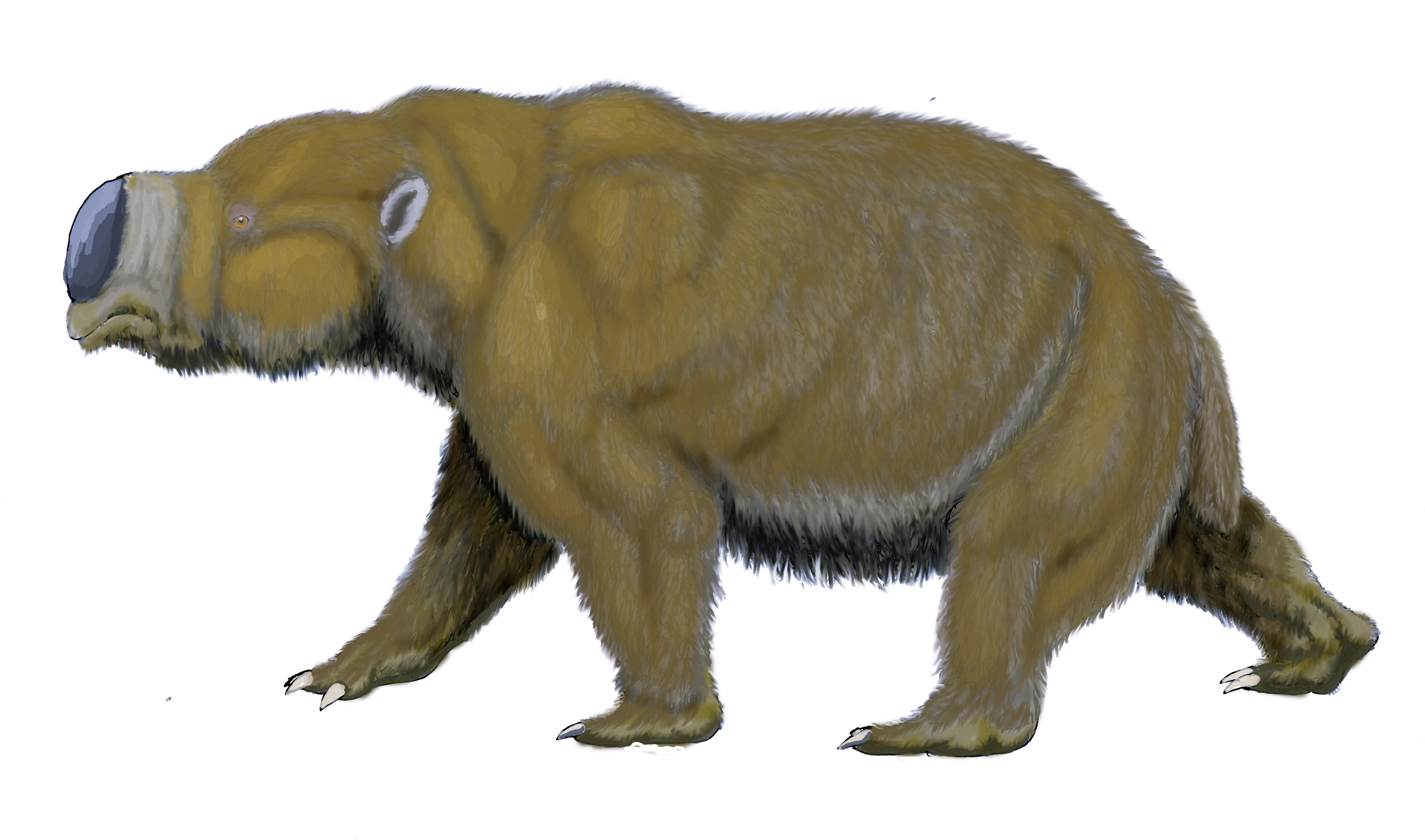
دیپروتودون از استرالیا با اندازه‌ای برابر یک کرگدن، بزرگترین کیسه‌دار همهٔ زمان‌ها بود، که در ۴۰٬۰۰۰ سال پیش منقرض شد.
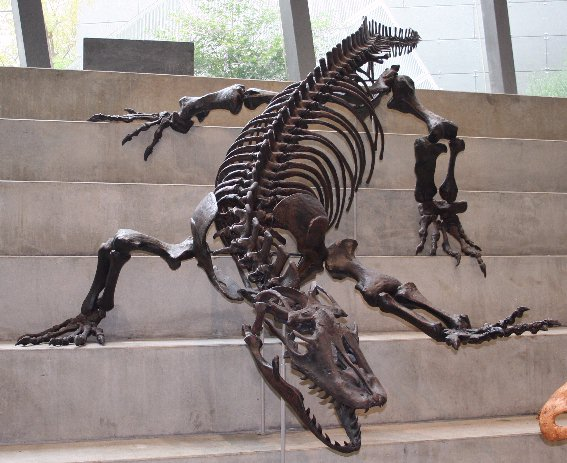
بزمجه ماژلان، گونه‌ای گواناکوی بزرگ و گوشت‌خوار از استرالیا، که احتمالاً تا ۷ متر نیز رشد می‌کرده است.
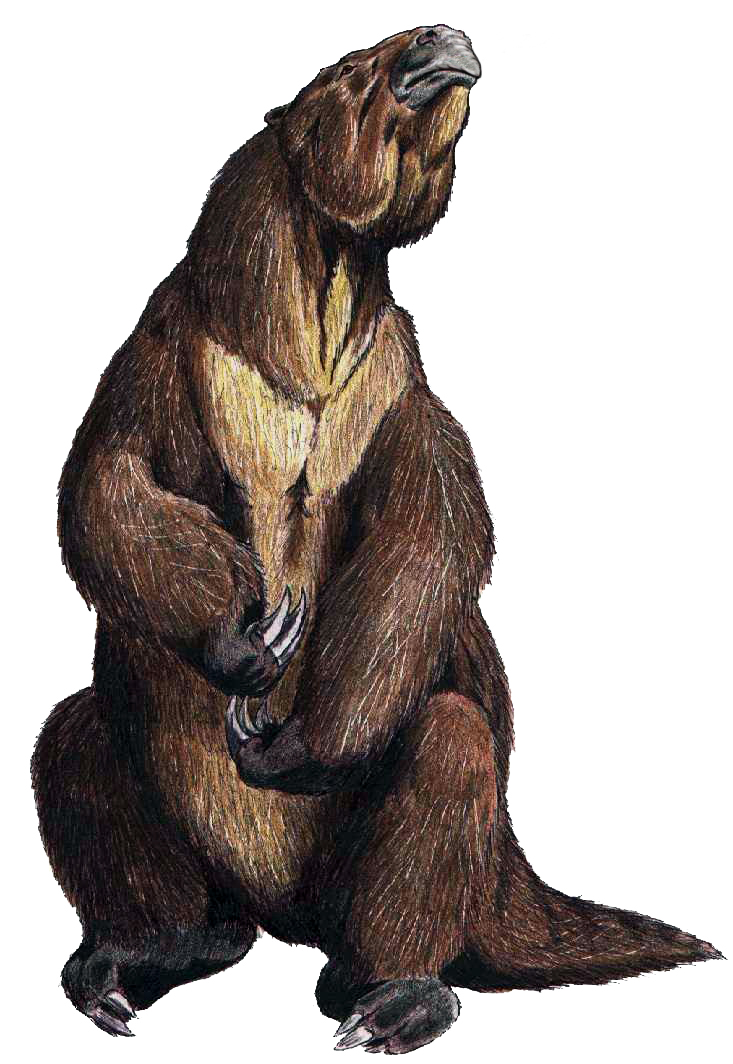
بزرگ‌دد، از آمریکای جنوبی پلیستوسن با جثه‌ای برابر یک فیل، بزرگترین تنبل بود.
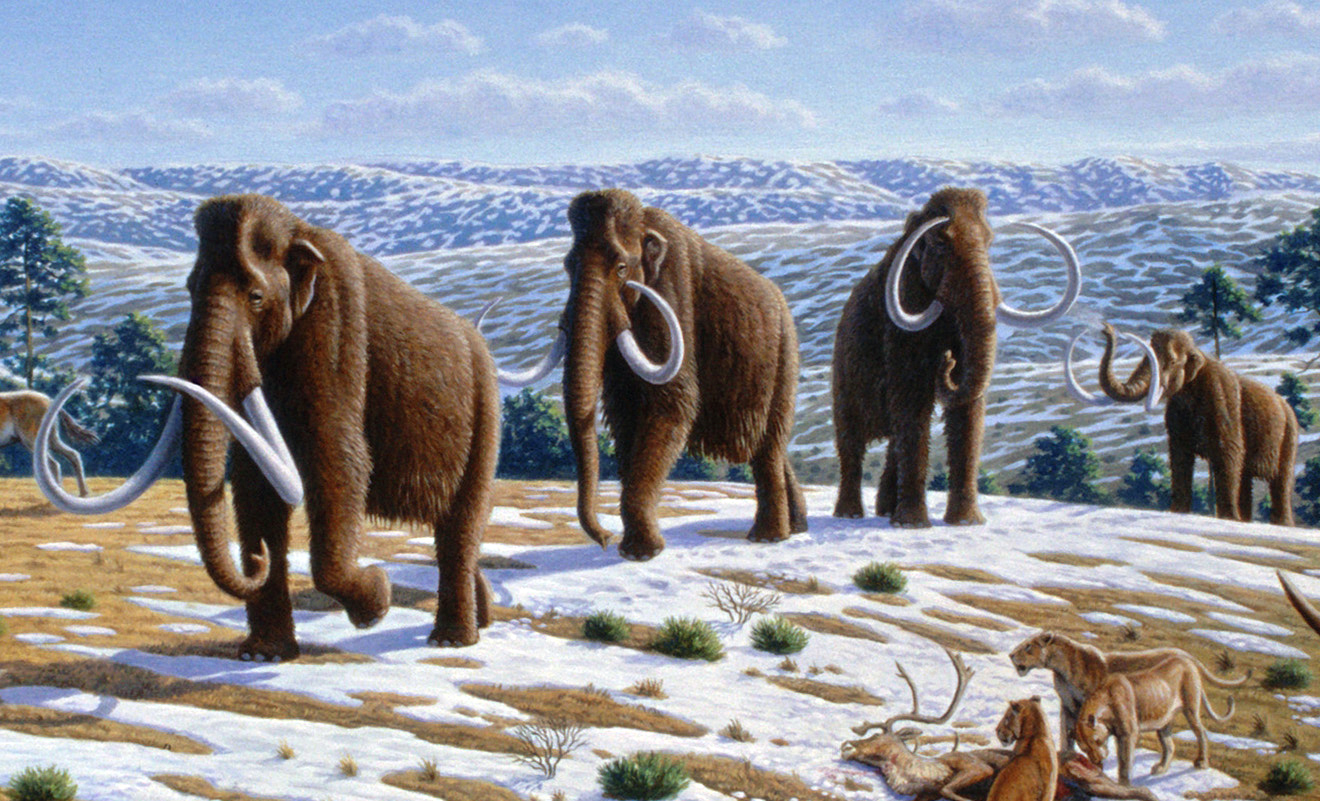
ماموت‌های پشمالو پس از آنکه انسان‌ها به زیستگاه‌هایشان در اروپا و شمال آسیا حمله کردند، از میان رفتند.